# Ouratea chiribiquetensis
Ouratea chiribiquetensis är en tvåhjärtbladig växtart som beskrevs av C. Sastre. Ouratea chiribiquetensis ingår i släktet Ouratea och familjen Ochnaceae. Inga underarter finns listade i Catalogue of Life.